# Hell of a Life
Hell of a Life è un brano musicale del rapper statunitense T.I., estratto come secondo singolo dall'EP Paper Trail: Case Closed pubblicato sul sito ufficiale del rapper il 2 ottobre 2009 e su iTunes il 6 ottobre 2009.

## Tracce
Download digitale
1. Hell of a Life - 4:17

## Classifiche
| Classifica (2009)          | Posizione più alta |
| -------------------------- | ------------------ |
| U.S. Billboard Hot 100     | 54                 |
| Billboard Canadian Hot 100 | 43                 |